# 雷·里格比
雷·里格比（英語：Ray Rigby，1949年6月11日—1998年8月1日），澳大利亚男子田径、举重运动员。他曾代表澳大利亚参加1970年英联邦运动会举重比赛和1974年英联邦运动会田径比赛，获得一枚金牌。